# Hermann Heights Monument

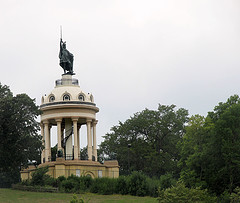
Hermann Heights Monument (2006)

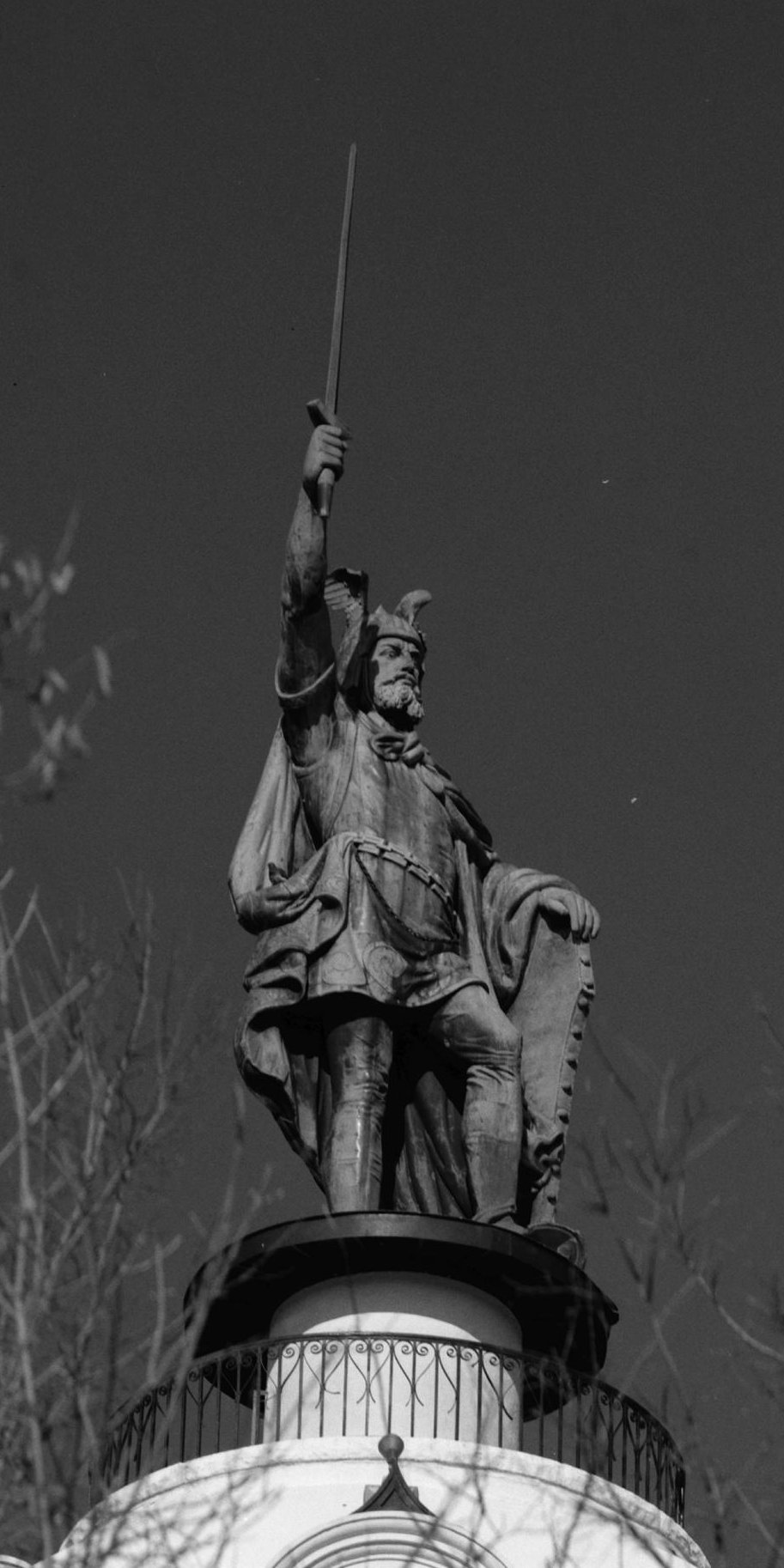
Hermann the German

Das Hermann Heights Monument ist ein Denkmal in New Ulm im US-Bundesstaat Minnesota. Es wurde auf Initiative deutscher Einwanderer im Jahr 1897 als Pendant zum 1875 fertiggestellten Hermannsdenkmal eingeweiht.

## Geschichte
Das Monument wurde auf Entschluss des deutschen Immigranten und Architekten Julius Berndt erbaut. Er gehörte der Loge des Order of the Sons of Herman an, die auch den Bau des Denkmals finanzierte. Als Vorbild diente ihm dabei das bei Detmold erbaute Hermannsdenkmal, welches an den Cheruskerfürsten Arminius und die so genannte Schlacht im Teutoburger Wald erinnert, in der germanische Stämme unter Arminius’ Führung die drei römischen Legionen XVII, XVIII und XIX unter Publius Quinctilius Varus im Jahr 9 vernichtend schlugen.
Neben dem Symbol des Stolzes der deutschen Einwanderer auf ihr altes Heimatland sollte es auch als Beitrag zur Integration und Freundschaft zwischen Deutschen und Amerikanern verstanden werden. Nachdem die Grundsteinlegung für das Monument bereits 1888 erfolgte, verzögerte sich der Bau aufgrund von Geldmangel immer wieder, sodass es erst am 25. September 1897 fertiggestellt und feierlich eingeweiht wurde. Dazu versammelten sich am Denkmal über 10.000 deutsche Einwanderer in New Ulm. 
Im Jahr 1973 wurde das Denkmal in das National Register of Historic Places aufgenommen. 2000 bestimmte der Kongress der Vereinigten Staaten das Hermann-Denkmal als offizielles Symbol des historischen Erbes deutscher Immigranten in den Vereinigten Staaten.

## Architektur
Das Bauwerk ist insgesamt rund 31 Meter hoch. Es besteht aus einem Unterbau aus dolomitischem Kasota-Kalkstein. Darauf tragen elf Säulen die acht Meter hohe und über eine Wendeltreppe begehbare Kuppel. Sie bietet Besuchern einen Blick über das Minnesota River Valley. Auf der Kuppel steht die von dem Bildhauer Alfonzo Pelzer von der W. H. Mullins Manufacture entworfene, kupferne Hermann-Statue. Sie ist knapp zehn Meter hoch und damit deutlich kleiner als die Statue des Hermannsdenkmals. Genannt wird sie Hermann the German. Nach der Freiheitsstatue und der Portlandia ist es das drittgrößte Denkmal aus Kupfer in den Vereinigten Staaten.